# 航空情報センター
航空情報センター（こうくうじょうほうセンター）は、国土交通省の内部部局航空局にある交通管制部運用課に所属する。成田国際空港管理棟内にある。

## 概要
日本では航空法により国が航空機乗組員に対し航空の安全に必要な航空情報を提供する義務があり、航空情報センターは唯一の航空情報機関として24時間体制で運航に必要な航空情報を発行・管理し、航空会社、地方事務所、外国航空情報機関へ提供をしている。

## 沿革
- 2007年（平成19年）4月1日 - 航空情報センター発足
- 2007年（平成19年）7月1日 - 午前0時より運用開始

## 設置背景
- 国内

ノータムの発行漏れ、内容漏れ、発行遅延を防止する為その発行方法の抜本的見直し
AIP発行体制の見直し
- 国外

航空交通量の増大
RNAV運航等データ依存型運航の増大
- 要望

電子的な航空情報の提供
アクセス可能なデータベース構築
高度な障害物情報等の提供

## 組織
航空情報センター長
- 課長補佐 - 調整係長
  - 先任航空情報管理管制運航情報官
    - 次席航空情報管理管制運航情報官
      - 主幹航空情報管理管制運航情報官
        - 航空情報管理管制運航情報官